# Jānis Endzelīns

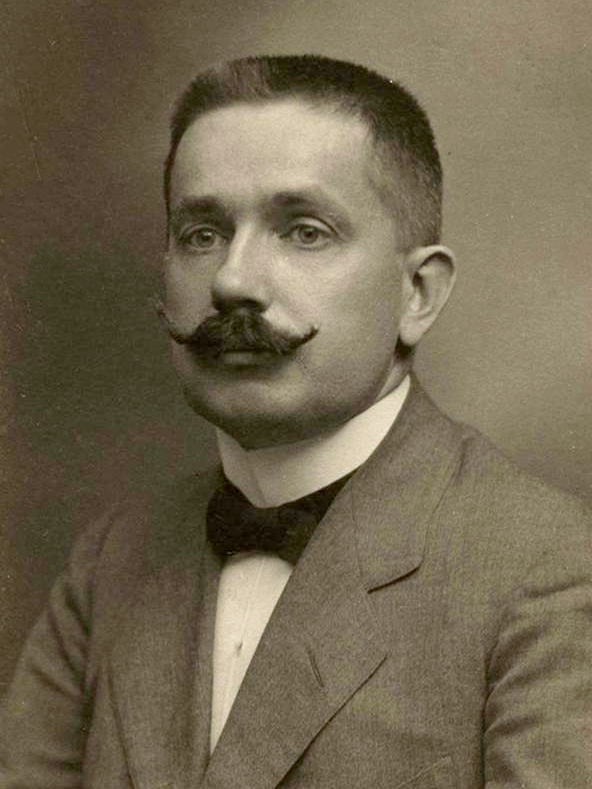
Jānis Endzelīns

Jānis Endzelīns (ur. 1873, zm. 1961) – łotewski językoznawca. 
Profesor uniwersytetów w Charkowie i w Rydze, członek Akademii Nauk ZSRR i członek zagraniczny Królewskiej Holenderskiej Akademii Sztuk i Nauk. 
Był autorem prac z gramatyki porównawczej języków bałtyckich. Wspólnie z K. Mühlenbachem opracował słownik języka łotewskiego.